# Gymnospermium smirnovii
Gymnospermium smirnovii là một loài thực vật có hoa trong họ Hoàng mộc. Loài này được (Trautv.) Takht. mô tả khoa học đầu tiên năm 1970.